# Jakttrofé

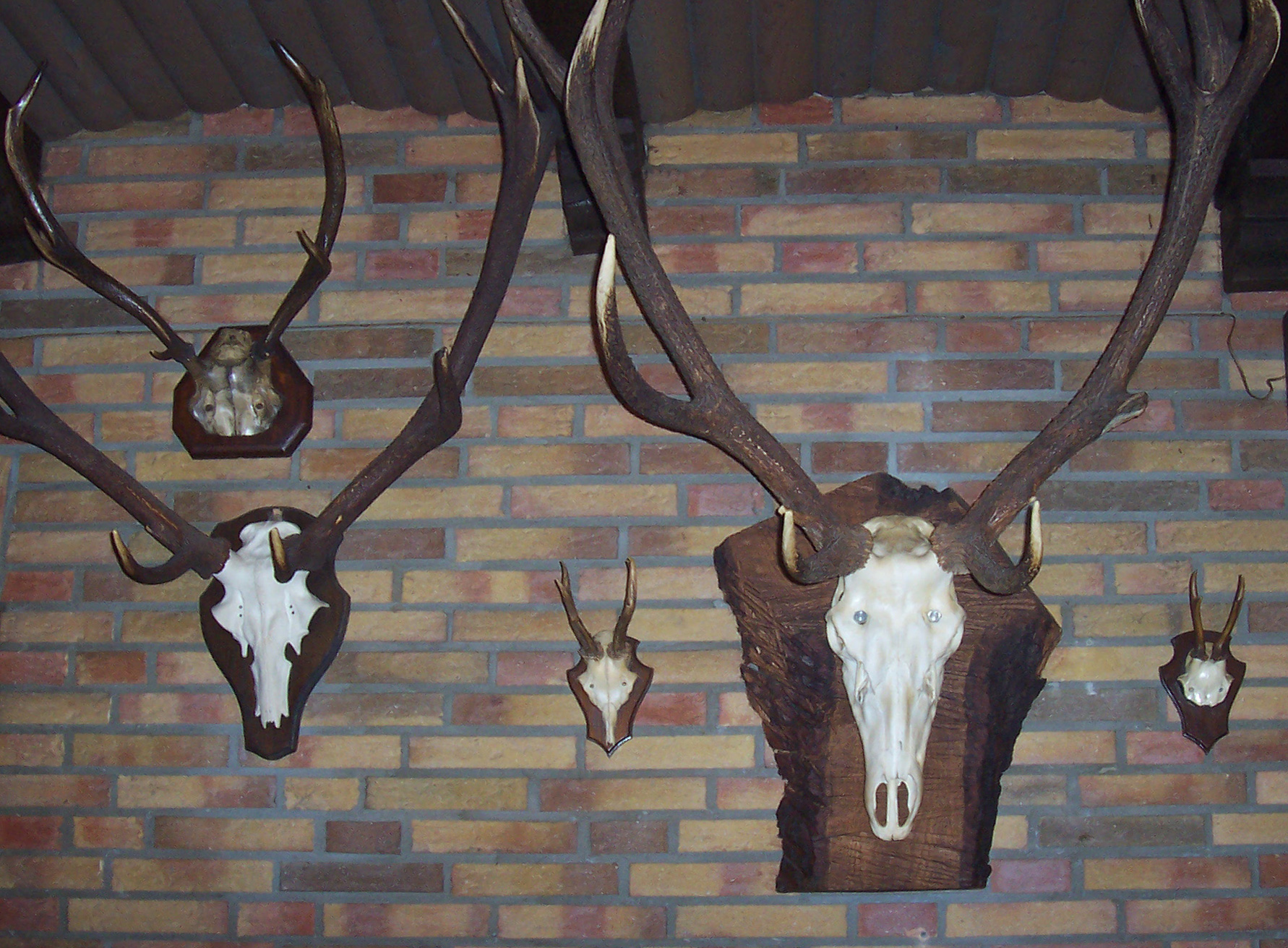
Horn uppsatta som jakttroféer.

Jakttrofé är en del av ett fällt vilt som jägaren tar till vara och sparar som minne från en lyckad jakt. De vanligaste troféerna är horn från djur som älg, rådjur och hjort. Pannbenet sågas av till lämplig storlek, kokas och bleks för att sedan monteras på en träsköld och hängas på väggen. I bland låter man en konservator montera hela huvudet. Andra exempel på troféer är vildsvinsbetar och skinn från räv, mård och grävling. Tassar från hare och ripa används ofta som lyckobringande maskot. Som trofé kan även räknas hela uppstoppade djur och fåglar.